# Gianluigi Fazio
Template:Infobox musicista
Gianluigi Fazio (Busto Arsizio, 14 novembre 1978) è un autore, produttore discografico, cantante, polistrumentista e sound engineer italiano. È noto per le collaborazioni come autore e/o produttore con Laura Pausini, Dargen D'Amico, Marco Mengoni, Nek, Elodie ed Eros Ramazzotti. Nel 2025 ha vinto il David di Donatello per la Migliore canzone originale con il brano Aria! (dal film Gloria!), composto insieme a Margherita Vicario, Dade e Michele Braga.

## Carriera
Attivo professionalmente dalla fine degli anni 2000, entra nella band di Laura Pausini come corista e polistrumentista durante il World Tour 2009, documentato dall’album/dvd Laura Live 09 – World Tour, dove è accreditato come guitar, backing vocals. Con Pausini prosegue l’attività live negli anni successivi, figurando tra i coristi del Fatti sentire – Worldwide Tour 2018 (Cinque voci ai cori: Gianluigi Fazio, Monica Hill, Roberta Granà, David Blank, Claudia D’Ulisse).
Ha collaborato inoltre con Eros Ramazzotti come corista nei lavori in studio Noi (2012) e nella riedizione Noi due (2012).
Nel 2018 entra nella band di Cesare Cremonini per Cremonini Live 2018 ricoprendo i ruoli di corista e chitarrista acustico.

## Autore e compositore
Come autore, Fazio ha co‑firmato brani di successo per interpreti italiani e internazionali, tra cui:
- Non è detto (2018) di Laura Pausini – co‑autore insieme a Pausini, Niccolò Agliardi ed Edwyn Roberts; il brano è incluso nell’album Fatti sentire e nella versione spagnola Hazte sentir. Quest’ultimo ha vinto il Latin Grammy 2018 come Best Traditional Pop Vocal Album.[10][11]
- Dove si balla (2022) di Dargen D'Amico – co‑autore con D’Amico, Edwyn Roberts e Andrea Bonomo; il singolo, presentato a Sanremo 2022, ha ottenuto certificazioni multiplatino.[12][13]
- Voglio (2018) di Marco Mengoni – co‑autore (crediti ufficiali).[14]
- Freaky! (2020) di Senhit – co‑autore del brano selezionato per Eurovision 2020 per San Marino (edizione poi cancellata).[15]
- Superbowl (2020) di Elodie – co‑autore con Edwyn Roberts, Leo Pari e Marco Zitelli (crediti ufficiali).[16][17]
- Brani per Paola Turci (tra cui Le olimpiadi tutti i giorni nell’album Viva da morire) insieme a Luca Chiaravalli e altri autori.[18][19]

## Produttore e sound engineer
In ambito di produzione e tecnica del suono, Fazio ha co‑prodotto e curato registrazioni/mixaggi per Nek nell’album Il mio gioco preferito – Parte prima (2019), risultando accreditato come producer, recording engineer, mixing engineer in diversi brani, tra cui il singolo Il mio gioco preferito.

## Regia e videografia
Nel 2012 ha curato insieme al fratello Giorgio Fazio la **regia** del videoclip di Laura Pausini Mi tengo (e della versione spagnola Me quedo), presentato durante l’Inedito World Tour. Il credito di supporto al video è riportato anche sui supporti ufficiali dell’album Inedito (DVD).

## Attività dal vivo (selezione)
- **Laura Pausini** – corista/chitarra acustica: LP World Tour 2009 (Laura Live 09), Fatti sentire – Worldwide Tour 2018; Laura Biagio Stadi Tour 2019 (cori).[26][27][28]
- **Cesare Cremonini** – corista/chitarra acustica: Cremonini Live 2018 (tour indoor).[29]
- **Eros Ramazzotti** – corista in studio e collaborazioni live nel periodo di Noi/Noi due (2012).[30]

## Premi e riconoscimenti
- David di Donatello 2025 – Migliore canzone originale: Aria! (con Margherita Vicario, Dade, Michele Braga), dal film Gloria!.[31]
- Come autore, ha contribuito all’album di Laura Pausini Hazte sentir (ed. spagnola di Fatti sentire), vincitore del Latin Grammy 2018 per Best Traditional Pop Vocal Album.[32]

## Opere (selezione)
Autore/compositore
- Laura Pausini – Non è detto (2018).[33]
- Dargen D’Amico – Dove si balla (2022).[34]
- Marco Mengoni – Voglio (2018).[35]
- Senhit – Freaky! (2020).[36]
- Elodie – Superbowl (2020).[37]

Produzione / sound engineering
- Nek – Il mio gioco preferito – Parte prima (2019), co‑produzione/rec/mix (brani selezionati).[38][39]

Videoclip (regia)
- Laura Pausini – Mi tengo / Me quedo (2012), regia di Gianluigi Fazio e Giorgio Fazio.[40][41]